# Paul Nobuo Tatsuguchi
Paul Nobuo Tatsuguchi (辰口 信夫 Tatsuguchi Nobuo?), a veces erróneamente citado como Nebu Tatsuguchi, (Hiroshima; 31 de agosto de 1911–Attu; 30 de mayo de 1943) fue un cirujano del Ejército Imperial Japonés (IJA, por sus siglas en inglés) durante la Segunda Guerra Mundial. Murió en combate durante la fase final de la batalla de Attu, una pequeña isla situada en el archipiélago de las Aleutanias (Estados Unidos), el 30 de mayo de 1943.
Era devoto adventista del séptimo día, estudió medicina y obtuvo su licenciatura en los Estados Unidos. Después regresó a su Japón natal para practicar la medicina en el Sanatorio Adventista de Tokio, donde recibió más formación médica. En 1941 tuvo que cesar su práctica para unirse al ejército como oficial médico interino, aunque se le otorgó un rango de alistado en lugar de oficial debido a sus conexiones estadounidenses. A finales de 1942 fue enviado a Attu, que había sido ocupada por las tropas japonesas en junio de 1942. El 11 de mayo de 1943, el Ejército de los Estados Unidos desembarcó en la isla con la intención de recuperarla de manos de los japoneses.
Durante los combates, Tatsuguchi llevó un diario en el que anotó el progreso de la lucha y sus dificultades para atender a todos los heridos que acudían en masa a su hospital improvisado. Murió el último día de la batalla después de que los últimos japoneses sobrevivientes llevaran a cabo una última carga suicida contra las tropas estadounidenses, que eran muy superiores en número.
Después de la batalla, las fuerzas estadounidenses recuperaron el diario de Tatsuguchi y lo tradujeron al inglés. Las copias de la traducción se difundieron rápidamente y se publicaron ampliamente en el país norteamericano. El público se interesó por la curiosa historia de un médico cristiano formado en los Estados Unidos que sirvió con las fuerzas japonesas en la isla y por su asistencia en la muerte de los soldados japoneses heridos en su hospital de campaña durante los últimos días de la batalla. Extractos traducidos de su diario han sido ampliamente citados en numerosos relatos históricos occidentales sobre la batalla, especialmente su entrada final, en la que escribió un mensaje de despedida para su familia.

## Infancia y juventud
Shuichi Tatsuguchi, el padre de Paul Nobuo, nació y creció en Hiroshima (Imperio del Japón), antes de partir hacia los Estados Unidos en 1895 para «explorar el nuevo mundo». Allí asistió al Healdsburg College, posteriormente renombrado como Pacific Union College, en Angwin, California. Mientras cursaba sus estudios, fue bautizado en la Iglesia Adventista del Séptimo Día. En 1907, después de formarse académicamente en odontología en el Colegio de Médicos y Cirujanos de San Francisco, regresó a Hiroshima con el objetivo de trabajar como médico misionero.
En Hiroshima, Tatsuguchi estableció un próspero negocio dental y promovió el establecimiento de la Iglesia Adventista de la ciudad. Se casó con Sadako Shibata, quien también había vivido un tiempo en los Estados Unidos y hablaba el inglés con fluidez. La pareja tuvo seis hijos; los tres varones asistirían a la escuela en los Estados Unidos. El hijo mediano, nacido el 31 de agosto de 1911, recibió el nombre inglés de Paul y el nombre japonés de Nobuo, aunque en casa lo llamaban «Joseph».

## Educación y matrimonio
Paul Nobuo Tatsuguchi finalizó la escuela secundaria en Hiroshima el 16 de marzo de 1919 y posteriormente estudió en la Academia de Inglés Travier, donde se graduó el 2 de marzo de 1923. En 1926 viajó a California, y en 1929 se matriculó en la Pacific Union College de Agwin —como anteriormente había hecho su padre—, institución en la que se graduó el 11 de mayo de 1932. Ese mismo año sus padres fallecieron inesperadamente, razón por la cual se vio obligado a retornar a Japón para ayudar a resolver los asuntos familiares. Regresó a California al año siguiente y entró en la Facultad Médica Evangelista de la Universidad de Loma Linda, en la que completó su programa de estudios en junio de 1937. Más adelante realizó una pasantía de un año en el White Memorial Hospital de Los Ángeles. Durante su formación académica en los Estados Unidos, sus compañeros de clase —quienes lo llamaban «Tatsy» o «Paul»— lo reconocían como un estudiante serio y amigable, pero no muy sociable. J. Mudry, uno de sus compañeros, afirmó: «Lo conozco bien. Siempre pensé que Tatsuguchi —lo llamábamos Paul— era bastante estadounidense».

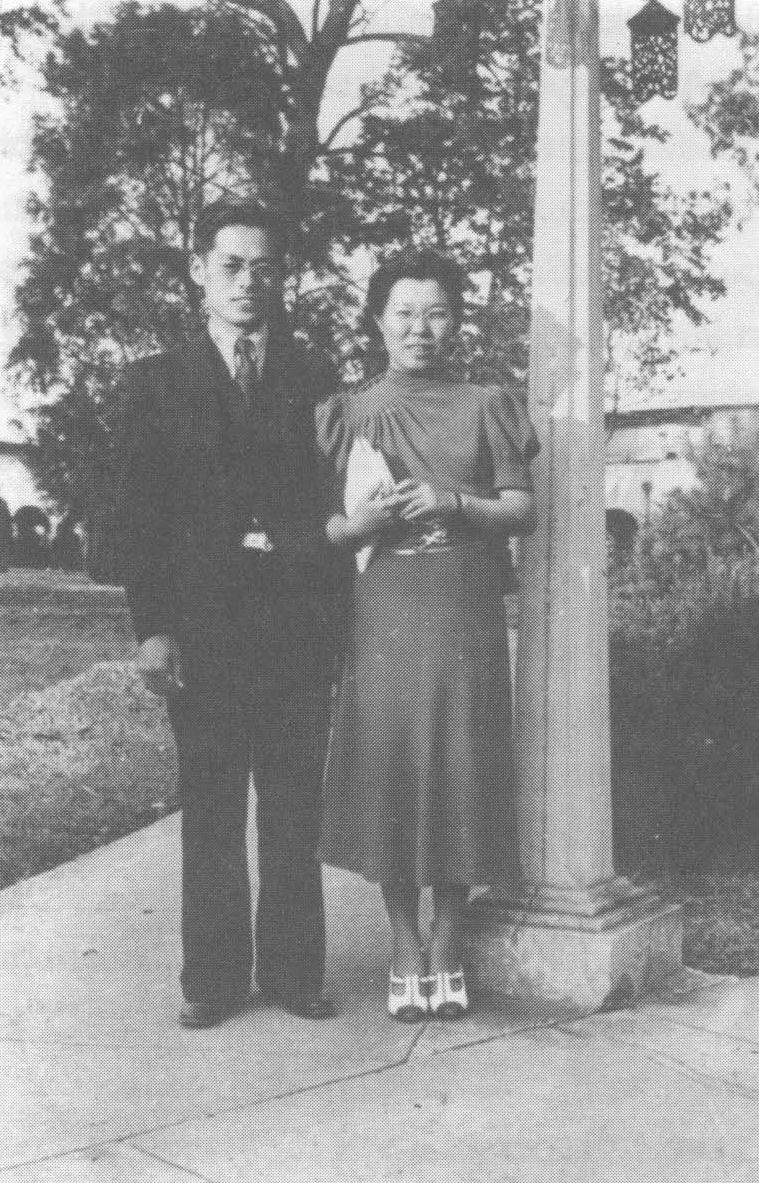
Paul y su esposa Taeko poco después de su matrimonio en 1938.

El 8 de septiembre de 1938 obtuvo su título como Doctor en Medicina y una licencia médica que le permitía ejercer en el estado de California. Ese mismo año, aceptó un puesto en el Sanatorio Adventista de Tokio, una institución fundada parcialmente por su padre en 1928. Como se esperaba que trabajara con pacientes de tuberculosis, volvió a estudiar durante varios meses en California para profundizar su conocimiento sobre esta enfermedad. También en 1938 se casó con una amiga de la infancia, Taeko Miyake (ミヤケ耐子?), a quien le propuso matrimonio durante un viaje al parque nacional de Yosemite. Los padres de Taeko trabajaban como misioneros adventistas en Honolulu en el archipiélago de Hawái, mientras que ella estudiaba en La Sierra Academy en Riverside (California). En 1939, después de un rápido viaje turístico en autobús por los Estados Unidos, la pareja partió definitivamente hacia Japón.
En Tokio, Tatsuguchi era consciente de las crecientes tensiones entre Japón y Estados Unidos. Aunque era muy leal a su país natal, también compartía con Taeko un gran amor por los Estados Unidos, país en el que esperaban volver a vivir algún día. Tatsuguchi se concentró en su trabajo en el sanatorio y, con Taeko, apoyó actividades para la Iglesia Adventista, de la que ambos eran miembros devotos. En septiembre de 1940 nació su primera hija, Joy Misako.

## Inicio de su servicio militar
A comienzos de 1941, el Ejército Imperial Japonés (IJA) y la autoridad de reclutamiento de Japón obligaron a Tatsuguchi a dejar su trabajo para unirse al Primer Regimiento de la Guardia Imperial (FIGR) en Tokio, donde se incorporó como soldado raso el 10 de enero de 1941. Como estaba destinado en Tokio, ocasionalmente podía visitar a su esposa e hija cuando sus deberes se lo permitían. Posteriormente, Misako recordó esas escasas visitas: «Solo tengo un recuerdo de mi padre, cuando jugaba al escondite conmigo».
En septiembre del mismo año ingresó en la escuela de medicina del ejército y se graduó en octubre como alférez médico, aunque no serviría en el ejército con ese rango, sino como suboficial suplente. En enero de 1942 se reincorporó al regimiento de la Guardia Imperial. Mientras tanto, el 7 de diciembre de 1941, los japoneses atacaron la Flota de Estados Unidos en Pearl Harbor. Al día siguiente, Japón declaró la guerra a los Estados Unidos y sus aliados. Debido a que había vivido y estudiado durante muchos años en Estados Unidos y a sus profundas creencias adventistas, las autoridades militares japonesas no confiaban plenamente en él, razón por la que nunca le otorgaron el estatus de oficial, sino que lo designaron como oficial médico interino no comisionado.
Durante los meses siguientes, la unidad de Tatsuguchi se desplegó en el Pacífico Sur en apoyo del Ejército Imperial Japonés en las Indias Orientales Holandesas. Durante su servicio, comenzó a escribir un diario donde registraba sus observaciones de primera mano del servicio militar, así como sus pensamientos y sentimientos sobre los eventos en los que estuvo involucrado. En septiembre de 1942, después de enterarse de que sería reasignado a un área de combate en Rabaul (Nueva Bretaña), anotó en su diario: «Me siento muy feliz y estoy decidido a hacer lo mejor que pueda», y agregó que estaba «decidido a destruir la fuerza enemiga hasta su mismísimo último soldado».
Llegó a Rabaul el 4 de octubre de 1942. Su estancia allí probablemente fue corta, ya que su esposa afirmó que se reunió con ella en Tokio ese mismo mes antes de ser nuevamente enviado a un nuevo destino. Tatsuguchi no pudo decirle a Taeko, ahora embarazada de su segundo hijo, dónde lo iban a asignar, pero esta lo descubrió estudiando mapas del área del Pacífico Norte. En un momento dado, le comentó a su esposa que se dirigía a un área donde podría encontrarse con algunos de sus antiguos compañeros de clase de California.
Unas semanas después de que se fuera a su nuevo destino, el ejército japonés entregó un mechón de su cabello a Taeko. Los japoneses hacían esto cada vez que se enviaban soldados a un área de combate de alto riesgo en caso de que alguno de ellos muriera y fuera imposible repatriar sus restos para realizar los ritos funerarios adecuados.

## Attu

### Llegada

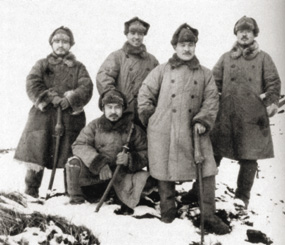
Tropas japonesas en Attu en el invierno de 1943

Las fuerzas japonesas habían ocupado por primera vez Attu y Kiska en las Islas Aleutianas (Alaska) el 7 de junio de 1942 durante la batalla de Midway. Por razones no muy claras evacuaron la pequeña guarnición de Attu a Kiska a finales de septiembre, pero el 29 de octubre una fuerza mixta japonesa proveniente de la base de Paramushiro, al mando del teniente coronel Hiroshi Yanekawa y formada por un regimiento de soldados del Ejército Imperial Japonés perteneciente al Destacamento del Mar del Norte (conformado por tropas de la Fuerza de Desembarco Naval Especial de la Armada Imperial Japonesa y personal de apoyo), desembarcó nuevamente en la isla y estableció rápidamente una base en la bahía de Holtz. Aparentemente, el objetivo de esta nueva guarnición era construir un aeródromo que sirviera como apoyo del que ya se encontraba en construcción en Kiska.
La guarnición japonesa de Attu, que en un principio era de apenas quinientos efectivos, recibió una serie de refuerzos hasta que el 10 de marzo, fecha en la que llegó el último convoy con tropas japonesas, alcanzó la cifra de unos 2300 soldados y oficiales. A partir de ese momento, debido al eficaz bloqueo naval y aéreo impuesto por la Armada de los Estados Unidos y la 11.ª Fuerza Aérea, tan solo pudieron alcanzar la isla algunos submarinos que transportaban cantidades muy limitadas de suministros. Tatsuguchi llegó a Attu el 10 de marzo de 1943 en el último convoy completo que consiguió llegar a la isla. Si bien la mayor parte del Hospital de Campaña de Defensa del Mar del Norte se encontraba en Kiska, Tatsuguchi era parte de un equipo de veinticuatro hombres que estableció un pequeño hospital de campaña en Attu.
Con un estricto bloqueo naval estadounidense en vigor, el correo entre Attu y Japón era poco frecuente y no estaba programado. Tatsuguchi recibió varios paquetes pequeños de Taeko que contenían galletas y ungüento para la piel, en la que sufría de irritación debido a los fuertes vientos invernales del lugar. Cuatro cartas y varias postales de Tatsuguchi llegaron a Taeko. Como tenía prohibido hablar sobre la ubicación exacta o la misión de su unidad, escribió sobre el clima, la belleza del paisaje nevado y montañoso que lo rodeaba y su éxito en la pesca. Le alegró la noticia de que su segunda hija, Laura Mutsuko, había nacido en febrero. Tatsuguchi animaba a su esposa en sus cartas para que pusiera música clásica a sus hijas.

### Batalla de Attu

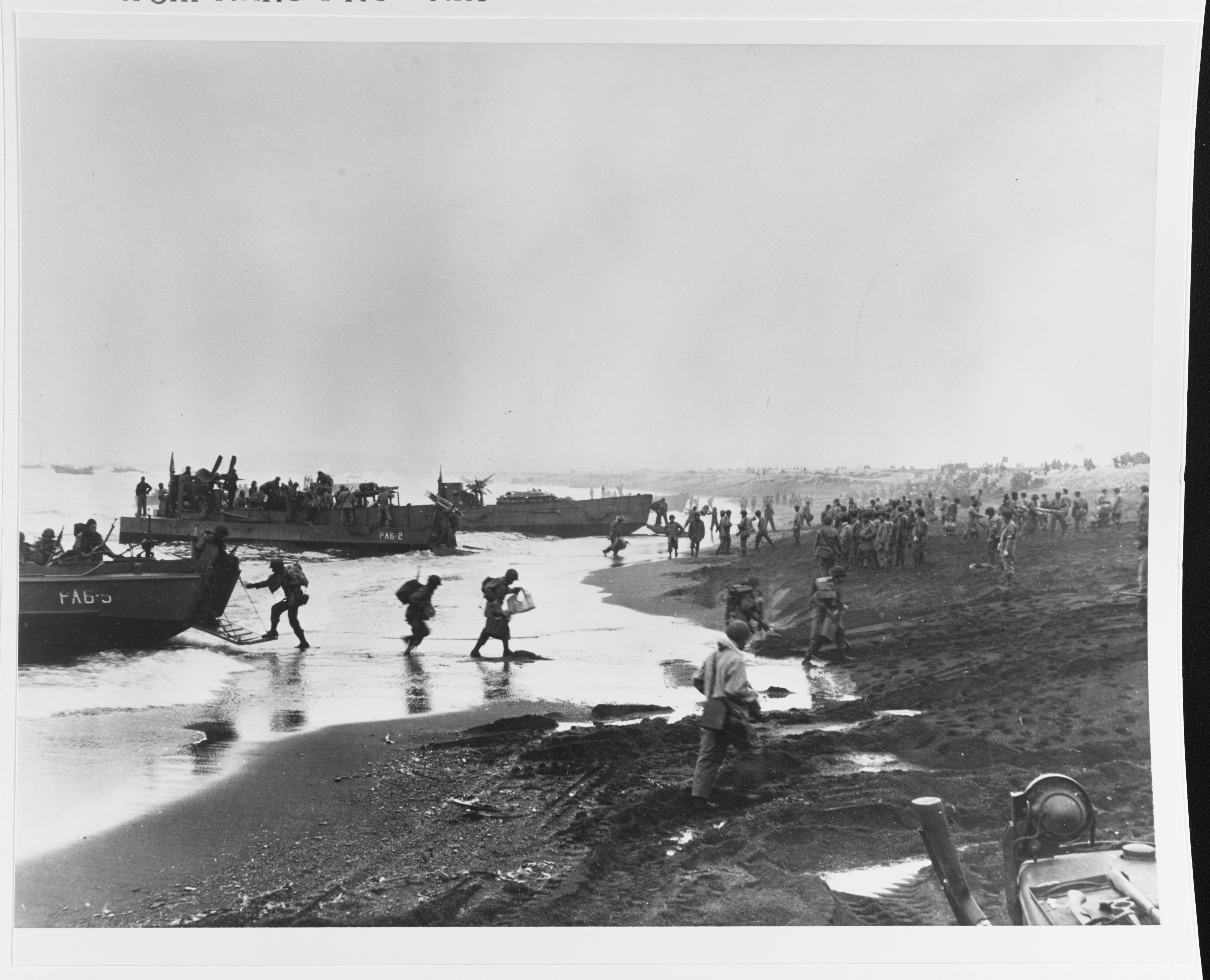
Soldados estadounidenses de infantería desembarcan el 11 de mayo de 1943 en la bahía de la Masacre en Attu de unas lanchas tipo LCVP y LCM botadas del transporte USS Heywood.

El 11 de mayo de 1943, la 7.ª División de Infantería estadounidense inició su desembarco en el área de la bahía de la Masacre. El comandante japonés en Attu, el coronel Yasuyo Yamasaki, ubicó a sus tropas —que eran superadas en número en una proporción de cinco a uno—, en las montañas desde donde debían retrasar aunque solo fuera temporalmente el avance de los estadounidenses hacia el interior. La entrada del diario de Tatsuguchi del 12 de mayo registra de la siguiente manera que los japoneses se trasladaron a las montañas después de los desembarcos iniciales estadounidenses: «La niebla está baja y la cima clara y hemos sido evacuados hasta ella. Hasta la 10ː00h se realizaron frecuentes incursiones navales. Ataques aéreos con frecuencia. Escuchamos ruidos fuertes. Se trata de disparos de fuego naval. Preparamos el equipo de batalla».
El 14 de mayo la artillería estadounidense disparó proyectiles de fósforo blanco para marcar las posiciones japonesas en las montañas. Muchos soldados de ambos bandos creyeron que se trataba de proyectiles de gas venenoso. Tatsuguchi anotó en su diario al respectoː «Las fuerzas de los Estados Unidos usaron gas por la tarde, pero no causaron daños debido a los fuertes vientos».
Registró además que se vio obligado a trasladar su hospital de campaña a una cueva para escapar de los intensos bombardeos navales y aéreos estadounidenses. Reubicó el hospital y los pacientes varias veces cuando las fuerzas japonesas fueron rechazadas por los americanos. Su entrada del 17 de mayo describe uno de estos movimientosː

Por la noche, hacia las 18ː00h, abandoné la cueva bajo la protección de la oscuridad. Los camilleros fueron por las carreteras embarradas y las empinadas colinas de la tierra de nadie. No importa lo lejos o lo mucho que quisiéramos ir; no llegabamos al paso. Me irrité bastante en medio de la niebla al pensar que nos habíamos perdido. Me sente después de cada veinte o treinta pasos y me dormí, soñé, y me desperté de nuevo. Me ocurrió lo mismo una y otra vez. El paciente que no se mueve en la camilla está congelado [...] El tiempo que empleé para todo esto fue de nueve horas, sin abandonar a ningún paciente; abrí un nuevo hospital de campaña.

En su diario se refiere una y otra vez a los constantes e intensos ataques de aviación y artillería estadounidenses contra las posiciones de sus compañeros. El 21 de mayo señaló: «Me ametrallaron mientras amputaba el brazo de un paciente. Es la primera vez desde que me trasladé a Atta Wa que me tuve que meter en nuestro refugio antiaéreo», y el 23 de mayo manifestó: «Lanzado por fuego naval enemigo, un proyectil logró alcanzar el poste que hace de pilar en las tiendas para pacientes, y ésta vencieron y dos de ellos murieron de forma instantánea». Tres días después registró: «Hubo una ceremonia de cumplimiento con el Edicto Imperial. La última línea de defensa de Umanose fue derrumbada. No hay esperanza de refuerzos, moriré por la causa del Edicto Imperial»
El 28 de mayo anotó en su diario la situación límite en que se encontraban las fuerzas japonesas en ese momento de la batallaː «La ración que queda es para dos días. Nuestra artillería ha sido completamente destruida. Hay ruido de morteros de trinchera. También de cañones antiáereos. La compañía que estaba en la base de Attu Fuji ha sido completamente aniquilada, salvo uno o dos de sus componentes. El 303.º Batallón ha sido derrotado. El Batallón Yanegawa conserva todavía Umanose. Continuos casos de suicidios. La mitad del cuartel general de la unidad del sector ha volado por los aires. Oí que a los enfermos les dieron cuatrocientas dosis de morfina para matarlos...»

### Ataque final y muerte
La tarde del 28 de mayo, el coronel Yasuyo Yamasaki se encontraba en una situación ciertamente desesperada. Después de dieciocho días de obstinados y sangrientos combates había perdido la mayor parte de su capacidad de combate, sus escasos mil soldados supervivientes estaban ateridos, escasos de municiones y hambrientos. Para entonces, había abandonado cualquier esperanza de que pudiera llegarle ayuda desde Japón y era muy consciente de la fortaleza de su enemigo, muy superior en efectivos y en potencia de fuego, por lo que decidió una última y desesperada medida para intentar que la situación de sus tropas pudiera revertirse a su favor. El 29 de mayo organizó un ataque sorpresa contra las posiciones estadounidenses. Esperaba poder romper las líneas del frente del enemigo y apoderarse de las baterías de artillería estadounidenses situadas detrás de la colina del Ingeniero, para luego dirigir su fuego contra la principal base estadounidense ubicada en la bahía de la Masacre y sus barcos en alta mar. La última entrada del diario de Tatsuguchi registra la orden de Yamasaki, la disposición de los heridos en su hospital y un mensaje de despedida a su familia:

Hoy a las 20ː00h nos hemos reunido frente al cuartel general. El hospital de campaña también ha venido. Debe realizarse el último asalto. Todos los pacientes del hospital tuvieron que suicidarse. Tan solo treinta y tres años de vida y voy a morir aquí. No me arrepiento. Diez mil años para el Emperador. Estoy agradecido por haber mantenido en mi corazón la paz que Cristo me otorgó. A las 18.00h me encargué de todos los pacientes con granadas de mano. Adiós, Taeko, mi querida esposa, que me amaste hasta el final. Hasta que nos volvamos a encontrar te deseo prosperidad. Misako, que justo acabas de cumplir cuatro años, crecerás sin trabas. Siento pena por ti, Mutsuko, nacida en febrero de este año, pues vivirás sin ver a tu padre. En cualquier caso se buena. Sr. Matsubara, Satchan, Toshichan, Maachan, Mitchan, adiós. El número de participantes en este ataque supera ligeramente los mil. Intentaremos tomar posiciones artilleras enemigas. Parece que el enemigo espera que mañana llevemos a cabo un ataque masivo.

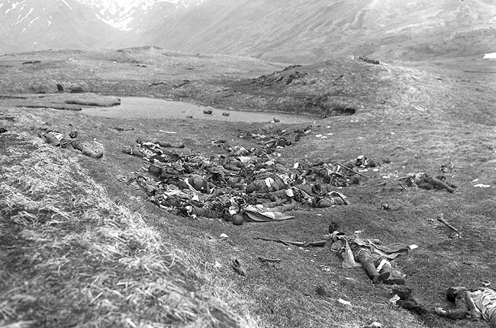
Tropas japonesas muertas durante el ataque final de Yamasaki, entre los muertos se encontraba el propio Tatsuguchi.

Al atardecer del 29 de mayo de 1943, el coronel Yamasaki redactó su última orden y dio instrucciones detalladas a todas sus tropas supervivientes, incluidos los soldados de retaguardia. El ataque debía comenzar a media madrugada del 29 de mayo. Entre las instrucciones que impartió, en el décimo de los puntos de su orden de operaciones incluía una mención explícita al hospital de campaña en el que trabajaba Tatsuguchi: «El hospital de campaña, después de una ayuda directa a los pacientes, avanzará como parte de la reserva bajo el mando del ayudante de campo». En estas últimas horas de su vida, Tatsuguchi no se olvidó de su esposa, a la que escribió una última carta, que posteriormente fue recuperada de su cadáver por los estadounidenses

Probablemente te enterarás de que mis huesos se han quedado descansando muy lejos, en un yermo campo de batalla en medio de los mares del Norte. Intentaré detener la arremetida de las fuerzas británicas y americanas. Si fracaso, mi alma irá a un eterno descanso en el paraíso de Buda. 

Como puede que esté sea mi último mensaje dirigido a ti, me gustaría añadir unos pocos pensamientos personales. Hemos estado casados durante más de cinco años, y me gustaría agradecerte todos los buenos tiempos que pudimos pasar juntos. Has sido una excelente esposa para mí y una dulce madre para nuestros hijos. Siempre recordaré aquel tiempo con mucho placer.
Cuida tu salud para que puedas pasar sin preocupaciones tus días de ancianidad. Asimismo, cuida por favor a nuestros hijos y a todos los familiares.
Tu Yasuyo.

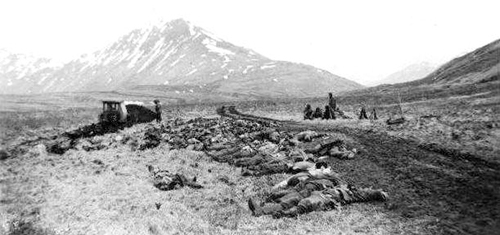
Soldados japoneses muertos durante el ataque final contra las fuerzas estadounidenses en Attu el 30 de mayo de 1943 siendo enterrados en una fosa común por los estadounidenses.

Finalmente, a las 00ː30h del 30 de mayo, Yamasaki condujo a sus tropas valle arriba. En su camino eliminaron rápida y silenciosamente a varias compañías estadounidenses que se encontraban descansando. Sin embargo, algunos soldados americanos de la Compañía B se dieron cuenta de lo que estaba pasando y huyeron en desbandada valle abajo. Mientras tanto, el cuerpo principal japonés continuaba su avance a través del valle de Sarana en dirección al paso de Clevesy. En esta zona se encontraba el campamento principal de las tropas de ingenieros de la división y otras unidades de servicio. Los soldados estadounidenses que huían alertaron a sus compañeros de la presencia de la fuerza enemiga, y rápidamente, el personal de retaguardia americano se reagrupó, estableció una línea de defensa y rechazó el ataque suicida japonés. Durante los intensos combates que siguieron, las tropas estadounidenses abatieron a Yamasaki y a la mayoría de las tropas atacantes. Los pocos japoneses que sobrevivieron a la carga se suicidaron; solo veintisiete fueron convertidos en prisioneros por los norteamericanos.
Ese mismo día un poco más tarde el general Hajime Sugiyama, a la sazón jefe del Estado Mayor del Ejército Imperial Japonés, comunicó al Emperador la muerte de toda la guarnición de Attu. Hirohito ordenó que, aunque no quedara nadie vivo, se enviara un mensaje de agradecimiento a la guarnición por su sacrificio. Los hechos ocurridos en la isla fueron una noticia que el gobierno japonés transformó en un homenaje a la valentía y al sacrificio de sus soldados.
Existen dos versiones acerca de la muerte de Tatsuguchi. La primera versión fue la que Benjamin Philip Hoffman, uno de sus antiguos profesores en California, le contó a su viuda. Según Philip Hoffman, Tatsuguchi no participó en el ataque. Más tarde ese mismo día, 30 de mayo, dos soldados estadounidenses, Charles W. Laird y John Hirn, que buscaban a soldados japoneses que hubieran sobrevivido a la carga suicida de Yamasaki, se acercaron a la cueva que albergaba el hospital de campaña de Tatsuguchi. Este salió de la cueva, agitando su Biblia en dirección a los estadounidenses y gritando en inglés: «¡No disparen! ¡Soy cristiano!» Laird escuchó los gritos y entendió lo que estaba diciendo y retuvo el fuego. Hirn, sin embargo, disparó y mató a Tatsuguchi. Hirn luego declaró que no podía escuchar lo que estaba diciendo por el fuerte viento y el intenso ruido de la batalla y, debido a la intensa niebla, pensaba que la Biblia que llevaba era en realidad un arma. Entre sus pertenencias los estadounidenses encontraron una libreta de notas con las direcciones de sus antiguas amistades en California, entre ellas la de Hoffman, razón por la cual el FBI inició una investigación para determinar la posible existencia de espías al servicio de Japón. Al interrogar a Hoffman, los agentes le contaron esta versión que luego trasladó a su viuda.
La segunda versión y más extendida asegura que Tatsuguchi murió en la carga suicida. Charles W. Laird, un exsargento del ejército estadounidense que sirvió en Attu, visitó a su viuda en 1984, quien en ese momento vivía en los Estados Unidos, y declaró que estaba durmiendo en una tienda la mañana del 30 de mayo cuando las tropas de Yamasaki irrumpieron en el frente estadounidense. Un hombre corrió hacia la tienda de Laird y este disparó y lo mató, solo para descubrir que se trataba de un estadounidense. Luego vio a ocho soldados japoneses acercándose a través de la niebla, por lo que disparó y los mató también. Uno de ellos era Tatsuguchi. Laird dijo que encontró su diario y una libreta de direcciones, en la que le sorprendió ver nombres y direcciones estadounidenses.
J. Mudry y otro de los compañeros de clase de Tatsuguchi en Loma Linda, J. L. Whitaker, eran oficiales médicos de la 7.ª División de Estados Unidos en Attu durante la batalla. Whitaker se interpuso en el camino del ataque final de Yamasaki, pero sobrevivió sin heridas. Ambos se sorprendieron al saber más tarde que su excompañero de clase estaba en la isla con las fuerzas japonesas y murió cerca de su posición.

## Diario
Tras la muerte de Tatsuguchi, en su chaquetón y mochila se descubrió su diario en japonés, así como su Biblia, una copia de la Anatomia del Cuerpo Humano de Henry Gray y una libreta en la que aparecían escritas las direcciones de sus antiguas amistades en California. Toda esta documentación se envió a la sección de inteligencia de la división. Allí, un militar estadounidense Nisei llamado Yasuo Sam Umetani redactó una primera traducción del diario al inglés, aunque a los pocos días ya circulaban entre las tropas estadounidenses en Attu un gran número de copias más o menos fieles al original y otras mucho menos fidedignas, donde los hechos se habían simplificado o exagerado enormemente. En algunas, incluso, se habían eliminado cualquier alusión a los suicidios voluntarios y «asistidos».
Los japoneses reemplazaron los nombres de la mayoría de los accidentes geográficos de la isla, y bautizaron con nombres japoneses aquellos que carecían de ellos, por lo que en esta primera traducción hubo algunos errores, que también afectaron a los nombres propios. Aquellos que se referían a los familiares de Tatsuguchi fueron posteriormente corregidos por su viuda.
La noticia del contenido del diario se extendió rápidamente a través del cuartel general de la división a las otras tropas estadounidenses estacionadas en Attu. Los estadounidenses estaban intrigados por la noticia de que un médico formado en su país había estado con las fuerzas japonesas en la isla y que Tatsuguchi había descrito la batalla desde la perspectiva japonesa. Se distribuyeron copias no autorizadas de la versión de Umetani y las traducciones posteriores, algunas de las cuales contenían variaciones, entre las tropas estadounidenses en Attu y las instalaciones militares en otras islas Aleutianas. Las tripulaciones civiles de los barcos de transporte de la zona que obtuvieron copias de la traducción del diario se llevaron dichas copias por todo Estados Unidos, donde llamó la atención de la prensa y obtuvo una amplia difusión pública.
Al enterarse de que el diario afirmaba que los estadounidenses habían utilizado gas venenoso en la batalla de Attu, el general Simon Bolivar Buckner, Jr., comandante estadounidense del Comando de Defensa de Alaska (Alaska Defense Command; ADC), ordenó que se confiscaran todas las copias de las traducciones. En el tránsito desde Attu a la sede del cuartel general de Buckner en Alaska, el diario original desapareció sin dejar rastro. Su paradero se desconoce hasta el día de hoy, por dicha razón todas las versiones que actualmente existen son traducciones del inglés. A principios de septiembre de 1943, la sección de inteligencia de la ADC informó que los esfuerzos por controlar la distribución de copias traducidas del diario habían fracasado completamente.
Varios periódicos estadounidenses publicaron extractos del diario y la mayoría destacó la posibilidad de que Tatsuguchi, un cristiano profeso, hubiera podido estar involucrado en el asesinato de pacientes heridos. El 9 de septiembre de 1943, el Chicago Tribune publicó un artículo titulado «Los japoneses mataron a sus propios pacientes en Attu, el diario revela». En contraste, el Alumni Journal de la Escuela de Medicina de Loma Linda defendió a Tatsuguchi como un médico amable y cariñoso que estaba atrapado en una situación fuera de su control, donde sus acciones no violaban ni sus creencias religiosas ni sus juramentos como médico. La mayoría de los relatos históricos occidentales de la batalla de Attu mencionan a Tatsuguchi y citan su diario, especialmente la entrada final.

## Legado familiar

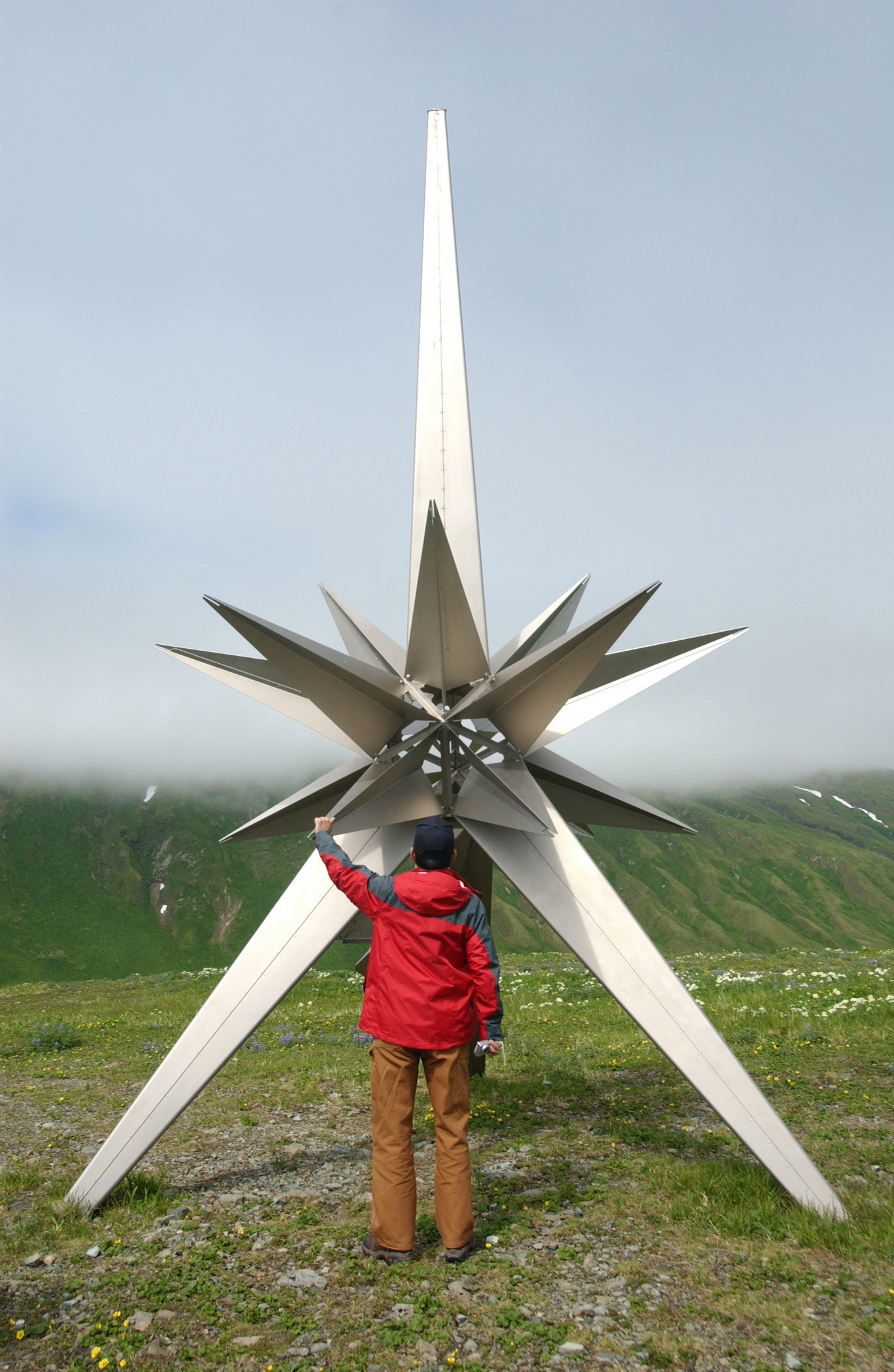
Monumento a la paz en Attu erigido por el gobierno japonés.

El gobierno japonés notificó a Taeko la muerte de su esposo en agosto de 1943. Taeko y sus dos hijas sobrevivieron el resto de la guerra con una pequeña pensión de viudedad y con la ayuda de sus familiares. Ella esperaba que su esposo todavía estuviera vivo y regresara. Justo después de que terminó la guerra, B. P. Hoffman, uno de los antiguos instructores universitarios de Tatsuguchi y amigo de Taeko, la visitó en Osaka, donde vivía. Hoffman le dijo que un agente del FBI lo había visitado durante la guerra porque el nombre de Hoffman estaba en la libreta de direcciones de Tatsuguchi que se encontró en su cadáver en Attu. El agente le contó la historia de la muerte de Tatsuguchi a Hoffman, quien se la relató a Taeko. Fue en ese momento cuando ella aceptó que su marido ya no volvería.
Después de la guerra, Taeko trabajó para las fuerzas de ocupación estadounidenses como secretaria y maestra. En 1954, ella y sus dos hijas, Joy y Laura, abandonaron Japón y se unieron a los padres de Taeko en Hawái. Los tres se convirtieron en ciudadanos naturalizados de Estados Unidos. Joy y Laura asistieron al Pacific Union College, institución en la que estudió su padre, y se convirtieron en enfermeras. Joy luego se casó con un japonés y se mudó nuevamente al país asiático, y Laura contrajo matrimonio con un estadounidense y se trasladó al área de Los Ángeles. Taeko más tarde se mudó con ella. En 2005, Taeko declaró al periódico Kyodo News sobre su esposo: «Era un médico cristiano fiel y un caballero que se dedicó a Dios y a su comunidad».
En mayo de 1993, Laura viajó a Attu y habló en un acto conmemorativo del 50.º aniversario de la batalla de Attu. En su discurso declaró: «Qué irónico que mi padre fuera asesinado en combate contra su amada América mientras estaba en un servicio leal a su patria japonesa [...] Como mi padre, yo también tengo un gran amor por Japón y por América».

### Libros
- Cloe, John Haile (1990). The Aleutian warriors: a history of the 11th Air Force & Fleet Air Wing 4 (en inglés). Missoula, Montana: Pictorial Histories Publishing Co. and Anchorage Chapter – Air Force Association. ISBN 0-929521-35-8. OCLC 25370916.
- Garfield, Brian (1995). The thousand-mile war : World War II in Alaska and the Aleutians (en inglés). Fairbanks, Alaska: University of Alaska Press. ISBN 978-1-60223-117-7. OCLC 646066624.
- Hays, Otis (2004). Alaska's Hidden Wars: Secret Campaigns on the North Pacific Rim (en inglés). Fairbanks, Alaska: University of Alaska Press. ISBN 1-889963-64-X. (requiere registro).
- Obmascik, Mark (2019). The Storm on Our Shores: One Island, Two Soldiers, and the Forgotten Battle of World War II (en inglés). Nueva York, Estados Unidos: Atria Publishing Group.
- Lasterra, Juan Pablo (2017). Attu y la lucha por las Aleutianas: la campaña olvidada de la Segunda Guerra Mundial (1.ª edición). Hécate. ISBN 978-84-945250-3-2. OCLC 1050738421.

### Páginas web
- Beauchamp, Edward R. (22 de noviembre de 2001). «Imperial Navy doctor's wartime diary opens a window to the nation's past». Japan Times (en inglés). Consultado el 4 de febrero de 2022.
- McDaniel, Sandi (16 de julio de 1993). «Searching for a Father on Attu for Daughter of WWII Japanese Medic, Island is Link to a Parent She Never Knew». Anchorage Daily News (en inglés). Archivado desde el original el 22 de abril de 2008. Consultado el 4 de febrero de 2022.
- Ōmura, Tomoyuki. «An honorable death of Attu: Nobuo Tatsuguchi 's diary» (en japonés). Archivado desde el original el 16 de mayo de 2008. Consultado el 4 de febrero de 2022.
- Tominaga, Takaki (15 de agosto de 2005). «Japanese widow remembers husband killed in Battle of Attu». Asian Political News (en inglés). Kyodo News. Consultado el 4 de febrero de 2022.